# 686
سنة من التقويم، وهي سنة بسيطة تبدأ يوم الإثنين حسب التقويم اليولياني.

## أحداث

### حسب المكان

#### الإمبراطورية العربية
6 أغسطس

#### آسيا
1 أكتوبر
25 أكتوبر

### حسب الموضوع

#### الدين
2 أغسطس

## وفيات
- المختار بن أبي عبيد